# Lampona finke
Lampona finke is een spinnensoort uit de familie Lamponidae. De soort komt voor in het Noordelijk Territorium en Zuid-Australië.